# Altmittweida
Altmittweida é um município da Alemanha, situado no distrito de  Mittelsachsen, no estado da Saxônia. Tem 14,07 km² de área, e sua população em 2019 foi estimada em 1.914 habitantes.